# Tellina punicea

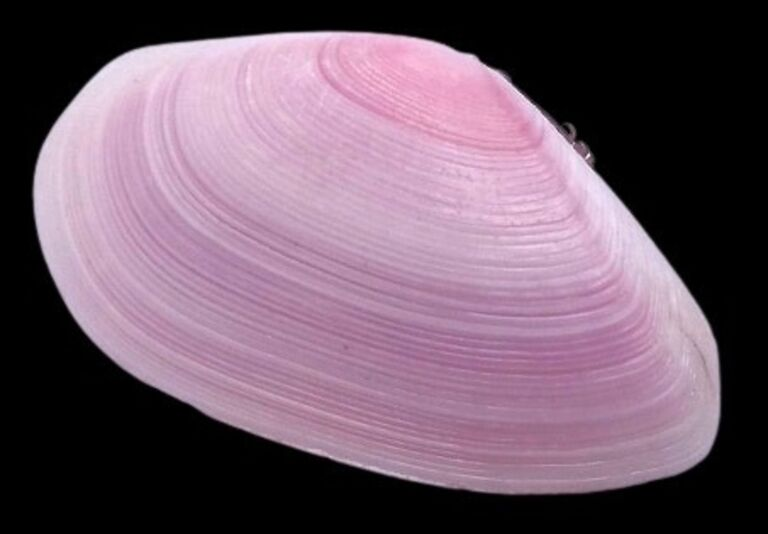
Eurytellina punicea

Tellina punicea är en musselart som beskrevs av Born 1778. Tellina punicea ingår i släktet Tellina och familjen Tellinidae. Inga underarter finns listade i Catalogue of Life.